# Бріжитт Бекю
Бріжитт Бекю (18 вересня 1972) — бельгійська плавчиня.
Учасниця Олімпійських Ігор 1988, 1992, 1996, 2000 років.
Призерка Чемпіонату світу з водних видів спорту 1994 року.
Чемпіонка Європи з водних видів спорту 1993, 1995 років, призерка 1989, 1997, 1999, 2000 років.
Чемпіонка Європи з плавання на короткій воді 1998, 1999 років.